# Avatha grisescens
Avatha grisescens är en fjärilsart som beskrevs av Kobes 1985. Avatha grisescens ingår i släktet Avatha och familjen nattflyn. Inga underarter finns listade i Catalogue of Life.